# John Rebus
John Rebus è un personaggio di invenzione dello scrittore scozzese Ian Rankin, protagonista di una fortunata serie di libri, trasposti anche in TV ed interpretati da John Hannah (st. 1) e Ken Stott (st. 2-4). Rebus è ispettore di polizia nella capitale scozzese Edimburgo, con un passato nella SAS e un matrimonio precocemente naufragato con Rhöna, dalla quale ha avuto una figlia, Sammy.
Passato
Secondo Ian Rankin, John Rebus è nato nel 1947 ed è cresciuto in un pre - fabbricato a Craigmead Terrazza, Cardenden, Fife, figlio di un ipnotizzatore. Suo nonno era un immigrato dalla Polonia. È cresciuto in una villetta a schiera insieme a suo fratello, Michael. Ha lasciato la scuola all'età di quindici anni e si è unito l'esercito, una delle poche possibilità di carriera tradizionali aperte ai giovani della zona, le altre sono nel settore minerario o di lavoro a Rosyth Dockyard, mentre suo fratello ha seguito le orme del padre. Dopo aver prestato servizio in Irlanda del Nord durante The Troubles, ha dovuto sottoporsi a subire una selezione per il SAS.
Attualità
Il poliziotto si trova spesso a dover risolvere più casi di omicidi contemporaneamente, con nessun legame apparente tra loro, ma di solito collegati anche alla malavita locale. Rebus è coadiuvato nelle sue indagini dal sergente Siobhan Clarke, sua amica e adepta convinta, alla quale viene spesso rimproverato il fatto che di poliziotti come Rebus ne basta uno per stazione di polizia. I romanzi coprono un arco di tempo che inizia nel 1987 e giunge fino al presente, con un Rebus ormai in pensione, ma ancora disposto ad aiutare la neo-promossa Ispettore Clarke. Il protagonista è molto in contrasto con se stesso e il proprio passato, spesso infatti non riesce a distaccare la vita privata da quella lavorativa, mettendo a repentaglio anche le persone a lui vicine. 
Proprio per questo le sue relazioni sentimentali si susseguono a periodi alterni.